# Werdmüller (Familie)

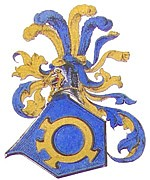
Wappen der Werdmüller von Zürich

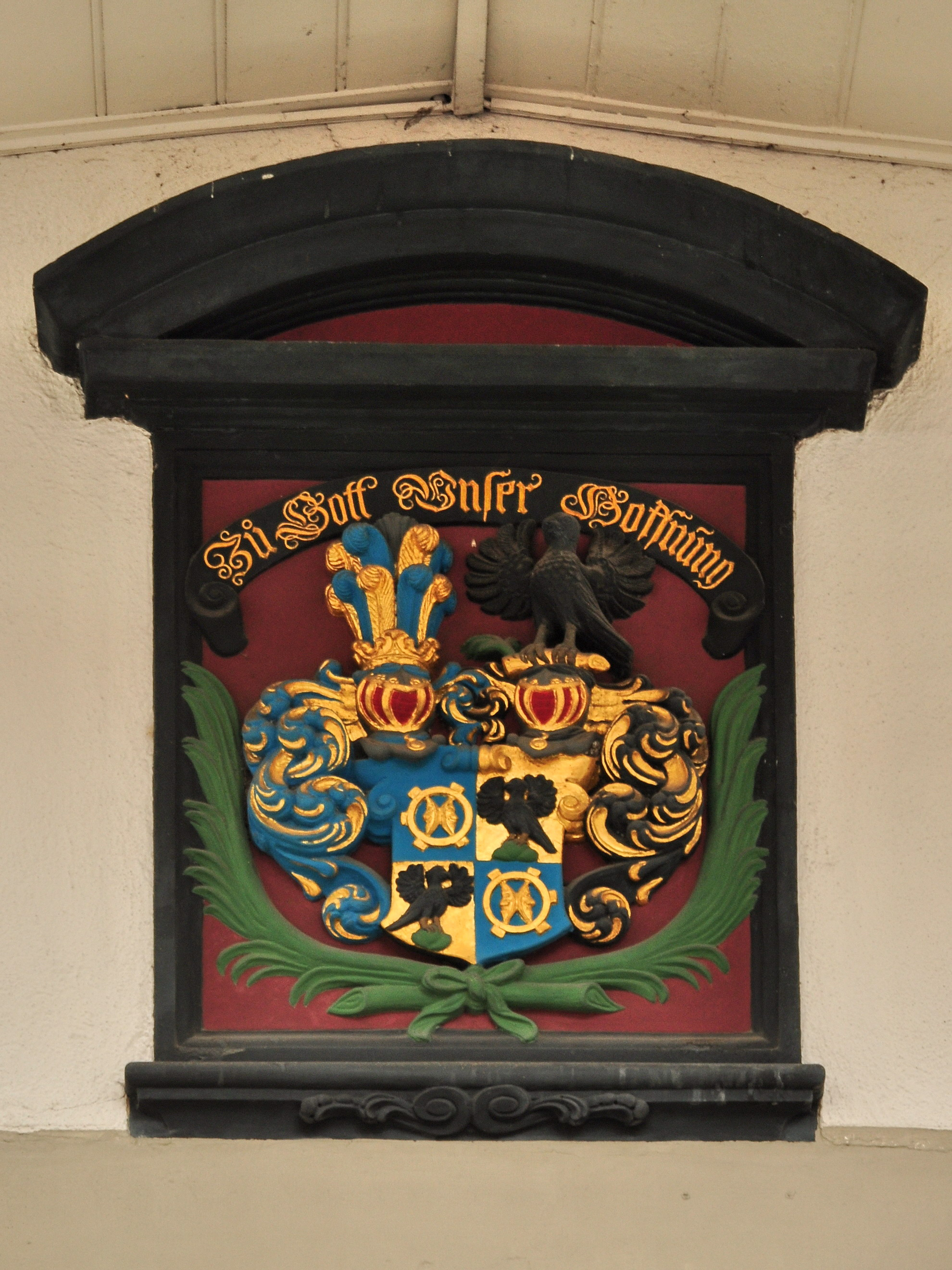
Wappen am Haus zum Sonnenhof

Die Familie Werdmüller war vom 15. bis zum 19. Jahrhundert ein einflussreiches Bürgergeschlecht in der Stadt Zürich. Deren Mitglieder machten sich vor allem als Seidenhändler und Politiker einen Namen.

## Herkunft

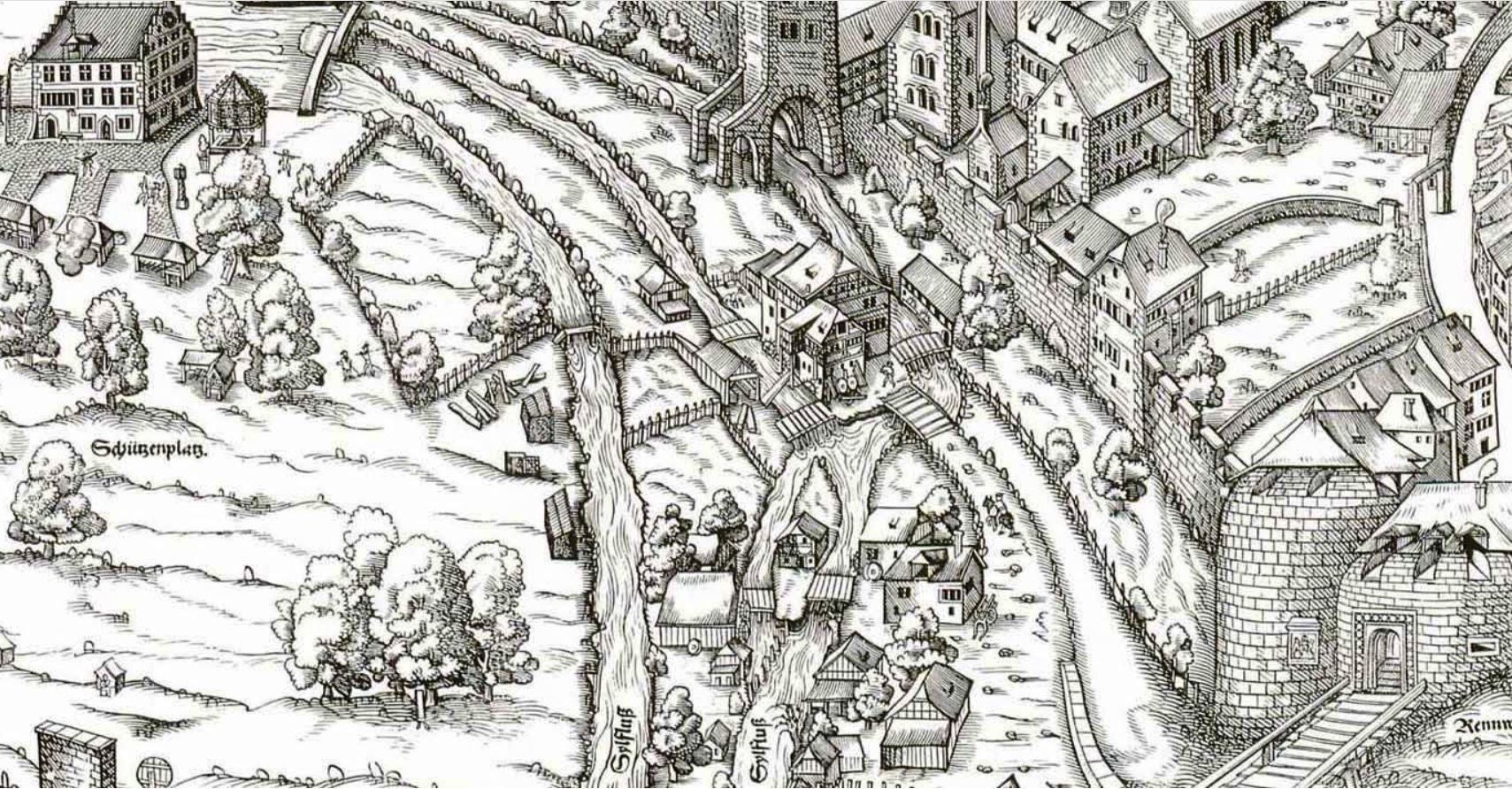
Untere und obere Werdmühle, 1576

Familiennamen im heutigen Sinne setzten sich in der Schweiz ab dem 12. Jahrhundert durch. Der Familienname konnte zum Beispiel bei Wegzug oder aufgrund neuer Berufstätigkeit noch wechseln.
Heinrich von Opfikon besass 1341 die Mühle auf der unteren Insel (Werd) im Sihlkanal und nahm deshalb das Geschlecht Werdmüller an. Die Mühle auf der oberen Insel im Sihlkanal gehörte der Familie von Jonen, die ebenfalls den Namen Werdmüller annahm. Heinrich von Jonen war 1397 Bürger der Stadt Zürich.

## Geschichte
Als Stammvater der Werdmüller gilt Otto (1399–1462), der während des alten Zürichkrieges Müller auf der unteren Werdmühle war, die zum Kloster Oetenbach gehörte. Im 15. Jahrhundert gehörten die Werdmüller zu den einflussreichsten Handwerkerfamilien in der Stadt Zürich.
Mit den Urenkeln Otto (1513–1552) und Beat (1517–1574) des Stammvaters teilte sich die Familie in zwei Linien: Ottos Nachkommen waren oft als Geistliche oder im Staatsdienst tätig. Diese Linie starb mit dem Pfarrer Hans Ulrich 1742 aus.

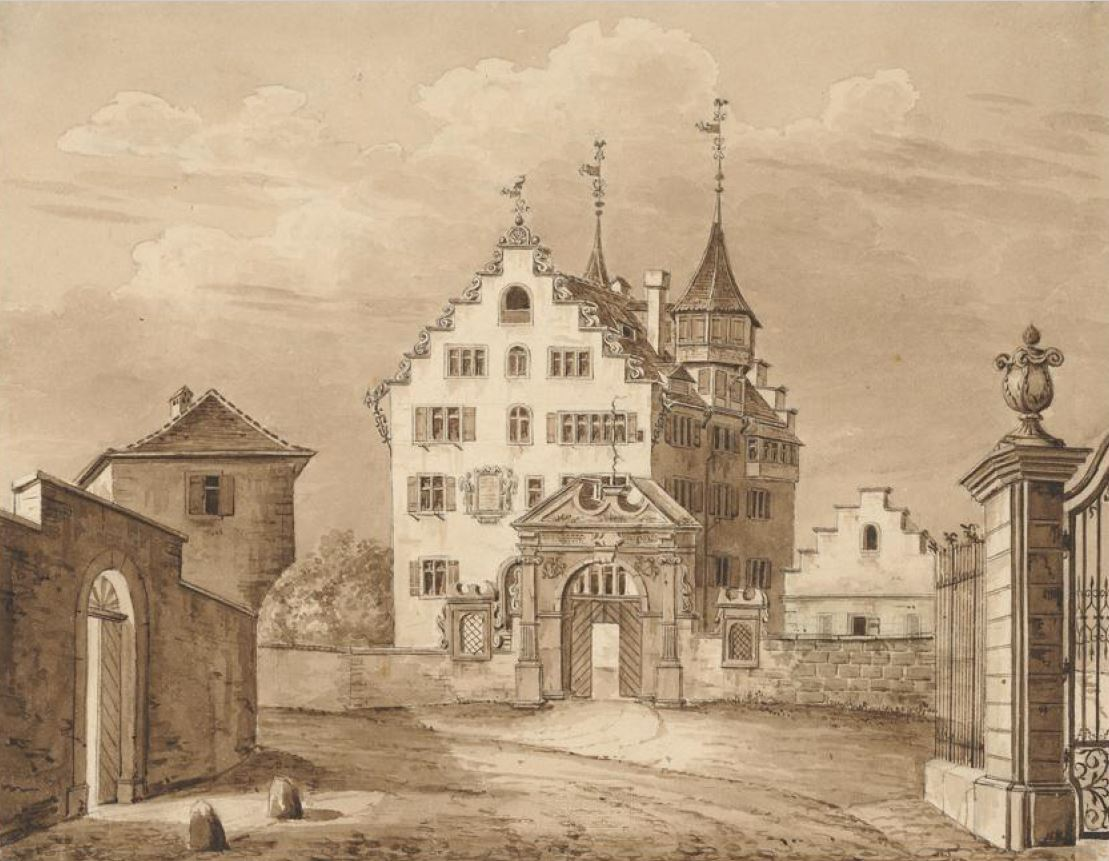
Alter Seidenhof

Die Nachkommen des Müllers Beat spaltete sich mit seinen Söhnen in vier Zweige: Die ausgebildeten Textilhändler David (1548–1612) und sein Bruder Heinrich (1554–1627) gründeten die Zürcher Seidenindustrie: Sie begannen 1575 mit der Wolltuchfabrikation und verarbeiteten ab 1587 auch Florettseide. Nach 1610 führten beide ein eigenes Geschäft mit den Söhnen weiter: David im Alten Seidenhof und im Wollenhof, Heinrich im 1607 errichteten Neuen Seidenhof.
Davids Nachkommen waren Kaufleute und Seidenindustrielle oder Offiziere (Hans Georg 1616–1678, Hans Rudolf 1614–1677).
Heinrichs Nachkommen, wie sein Sohn Beat (1583–1640), führten das Geschäft im Neuen Seidenhof bis 1692 weiter, spezialisierten sich im 18. Jahrhundert auf den Textilhandel und waren bis ins 19. Jahrhundert als Kaufleute und Bankiers tätig.
Christophs (1557–1617) Nachkommen erbten die Werdmühle, waren im Müller- und Sägereigewerbe sowie im Holzhandel tätig oder im Staats- oder Militärdienst wie Konrad (1606–1674). Der Kupferstecher Johann Conrad (1819–1892) wurde Honorarprofessor am Eidgenössischen Polytechnikum Zürich.
Die Nachkommen von Thomas (1562–1614) erwarben mit dem Eisenhandel ein grosses Vermögen. Einzelne Familienmitglieder gingen wie Hans Felix (1658–1725) in fremde Dienste.
Die Werdmüller gehörten neben den Familien Escher vom Glas und Hirzel bis 1798 zu den einflussreichsten Politikern der Stadt Zürich: Sie waren mit 78 Grossräten (zeitweise mit zehn bis zwölf gleichzeitig) und 35 Kleinräten vertreten und hatten 36 Obervogteien. Aus der Familie gingen mehrere Landvögte (Jakob 1480–1559) aber keine Bürgermeister hervor. Sie besassen ab 1545 ein Schild bei den Schildnern zum Schneggen und anfangs 18. Jahrhundert fünf Schilde gleichzeitig. 1715 erhielt die Familie von Generalmajor Hans Felix Werdmüller Schloss und Herrschaft Elgg als Familienfideikommiss.
Die Werdmüller verheirateten sich fast nur mit den Angehörigen der angesehensten Stadtzürcher Familien. Um 1950 lebte der grössere Teil der Werdmüller fern der Heimat in den Niederlanden als Abkömmlinge des Obersten Hans Conrad Werdmüller (1707–1785), in Südafrika, Schweden und in den Vereinigten Staaten.

## Weitere Familienmitglieder
- Johann Rudolf Werdmüller (1639–1668), Schweizer Maler
- Hans Caspar Werdmüller (1663–1744), Schweizer Offizier und Bauingenieur
- Johann Heinrich Werdmüller (1742–1814), Schweizer Maler, Radierer und Schriftsteller
- Arcangela Felice Assunta Wertmüller von Elgg Español von Braueich (1928–2021), italienische Filmregisseurin